# Enrique Gorostieta Velarde
Enrique Gorostieta Velarde (né en 1890 à Monterrey et mort le 2 juin 1929 à Atotonilco el Alto) est un militaire mexicain. Il est connu pour avoir conduit le soulèvement des Cristeros.

## Biographie
Né à Monterrey, issu d'une éminente famille mexicano-basque, Enrique Gorostieta Velarde reçut une éducation catholique car sa famille aussi bien du côté paternel que du côté maternel était très authentiquement croyante. Son début de vie est peu documenté, mais on sait que son père, avocat et homme d'affaires, avait des liens personnels avec Victoriano Huerta, et qu'Enrique fut encouragé par sa mère à entreprendre une carrière militaire. Il s'inscrit au collège militaire de Chapultepec en 1906. Après avoir obtenu son diplôme en mai 1911, mois qui vit la démission du président Porfirio Díaz, Gorostieta, en tant que protégé de Victoriano Huerta, servit pendant les campagnes contre Emiliano Zapata en septembre 1911 et contre Pascual Orozco en avril-mai 1912. Pendant la courte dictature de Huerta de 1913 à 1914, le père de Gorostieta fut ministre des finances.
Sa carrière militaire est impressionnante : en 1911, il est lieutenant artilleur à 21ans, en 1913, il devient capitaine. Il poursuit sa carrière comme lieutenant-colonel et colonel. En 1914, il bataille au moment du débarquement des Américains et devient  à 24 ans, le plus jeune général de brigade de l'histoire mexicaine.
Pendant la révolution mexicaine, il servit dans l'armée fédérale du dictateur contre-révolutionnaire Victoriano Huerta, étant alors son plus jeune général. Après la chute de Huerta, il combattit Juan Andrew Almazán, mais dut bientôt s'enfuir de Mexico pour Cuba puis les États-Unis. À son retour au Mexique, il travailla comme fabricant de savon. Trouvant ce travail ennuyeux, il résolut de retourner à la vie militaire.
En 1927, la Ligue Nationale pour la Défense de la Liberté Religieuse le choisit pour mener les Cristeros, une armée de catholiques qui s'était soulevée contre la politique anticléricale du président Plutarco Elías Calles.
D'après un article publié en 2014  par Jean Meyer (revue "histoire du christianisme" hors série no 7 intitulé l'épopée des Cristeros -1926 - 1929: une Vendée mexicaine, disponible à la FNAC), le général Gorostieta n'était pas du tout franc-maçon. Jean Meyer a rencontré son arrière petite fille (Leticia Gorostieta) qui lui a communiqué des lettres que son aïeul écrivait a sa femme pendant les opérations militaires qu'il menait avec les Cristeros.
Jean Meyer reconnaît lui-même qu'il avait commis une erreur en affirmant que Gorostieta n'était pas croyant. Les lettres du général révèlent un homme profondément attaché à sa famille, un homme intègre, totalement engagé dans la défense de la liberté religieuse, un homme qui croit en la justice et la liberté, un chrétien fervent qui invoque Dieu, le Christ, la Vierge de Guadalupe, qui se recommande aux prières des siens et prie pour eux qui ne doutent pas de la victoire finale. Gorostieta n'était pas seulement motivé par le salaire très élevé qui lui était offert (environ 3000 pesos par mois, soit le double du salaire d'un général de l'armée régulière), mais aussi par une certaine ambition politique.
Le général Gorostieta était issu d'une grande famille mexicaine. Son grand père paternel avait combattu contre les armées de Napoléon III. Son père , avocat, député, sénateur, ministre des finances puis de la justice appartient à une famille très aisée qui participe à la naissance de l'industrie lourde à Monterrey. Du côté maternel, il a un aïeul glorieux, statufié à Madrid, le capitaine Velarde, officier d'artillerie de l'armée espagnole tombé face aux Mamelouks de la Garde impériale de Joachim Murat le 2 mai 1808. En raison de sa carrière militaire (voir plus haut) les Cristeros qui cherchent un chef pour unifier et organiser militairement leur lutte contre le gouvernement se tournent vers le général Gorostieta. Cet homme profondément catholique, chef charismatique, brillant stratège et fin politique n'hésite pas à se mettre à la tête des Cristeros. Il est évident pour Jean Meyer que le général Gorostieta héritier d'une si ancienne et célèbre famille pouvait prétendre sans aucun doute à une carrière présidentielle. .
Néanmoins, le « Plan de Los Altos » de Gorostieta en 1927, appelait à modifier l'article 27 de la Constitution de 1917 (restreignant les droits des catholiques selon les Cristeros) et à installer un nouveau régime avec lui.
Philosophiquement, il croyait en un retour à la vision de la Constitution de 1857 inspirée de Juarez, de non-ingérence et de tolérance pour la religion, plutôt que la lecture faite par l'administration de Calles de la Constitution de 1917, exigeant la subordination des organisations religieuses à l'État. Étant lui-même profondément croyant il partageait la foi religieuse de ses subordonnés (plusieurs de ses officiers étaient prêtres), il respectait la perspicacité militaire des paysans du Jalisco sous son commandement, et crut qu'il pourrait les transformer en une force de combat professionnelle égale à l'armée régulière.
Son grand mérite en tant que général des Cristeros, fut d'apporter la discipline militaire à une insurrection inorganisée. On le crédite d'avoir su  changer les "armées" Cristeros en une Armée Cristero, qui pendant un certain temps fut à même de remporter de nombreuses batailles dans la région où elle opérait : Jalisco rural, Michoacán, Colima et Zacatecas. Toutefois, en l'absence de soutien officiel de l'Église mexicaine et du Vatican, et déchirés par des dissensions internes, les Cristeros ne purent jamais peser comme une véritable force politique ou militaire dans les négociations entreprises entre le Vatican et le Mexique, au sujet des droits de l'Église sous le régime de la Constitution.

### Mort
Dix-neuf jours avant la date d'effet prévue pour la cessation des hostilités - sur le fondement d'un accord élaboré par l'ambassadeur américain Dwight Morrow entre le pape Pie XI et l'évêque mexicain Pascual Díaz y Barreto -, Gorostieta fut tué à la suite d'une opération des services de Renseignement du gouvernement mexicain (2 juin 1929). Le mouvement s'effondrant rapidement, Gorostieta tentait une retraite en Michoacán, où il espérait recruter des combattants et continuer la rébellion. Un agent fédéral, qui avait infiltré le cercle intérieur de Gorostieta, avertit la cavalerie mexicaine de la présence du général à Atotonilco, Jalisco, et le tua lors d'un court échange de tirs.

## Culture populaire
Gorostieta fut incarné par Andy Garcia dans le film Cristeros, (titre original: "Cristiada, For Greater Glory"), un drame historique épique avec Eva Longoria, Eduardo Verástegui et Peter O'Toole.